# (300061) 2006 UA189
(300061) 2006 UA189 es un asteroide perteneciente al cinturón de asteroides, descubierto el 19 de octubre de 2006 por el equipo del Catalina Sky Survey desde el Catalina Sky Survey, Arizona, Estados Unidos.

## Designación y nombre
Designado provisionalmente como 2006 UA189.

## Características orbitales
2006 UA189 está situado a una distancia media del Sol de 2,929 ua, pudiendo alejarse hasta 3,279 ua y acercarse hasta 2,580 ua. Su excentricidad es 0,119 y la inclinación orbital 9,064 grados. Emplea 1831,56 días en completar una órbita alrededor del Sol.

## Características físicas
La magnitud absoluta de 2006 UA189 es 16,2.